# Motorsport Manager
Motorsport Manager è un videogioco manageriale di gestione di una scuderia sviluppato dalla britannica Playsport Games. Il gioco è stato pubblicato per iOS nell'agosto del 2014 e Android nel 2015. Una versione per desktop è stata sviluppata da SEGA per macOS, Microsoft Windows e Linux nel novembre 2016.

## Modalità di gioco
Il giocatore si trova a capo di una scuderia, in cui gestire tutti i singoli aspetti, variabili a seconda della modalità di gioco scelta.

### Modalità di gioco
È possibile gareggiare in singoli gran premi oppure intraprendere la modalità carriera scegliendo tra diversi campionati disponibili:
- Campionato mondiale di automobilismo
- Campionato Asia-Pacifico
- Campionato europeo

Grazie alle espansioni GT Series e Endurance Series, è possibile iniziare la propria carriera anche nei seguenti campionati:
- Campionato internazionale GT
- Campionato Challenger GT
- IEC
- IEC-B

### Personale
Il team è composto da diversi ruoli: presidente, piloti, l'ingegnere, i meccanici di pista, meccanici dei box.
Il presidente è la figura più importante perché garantisce i finanziamenti al team. Va concordato l'obiettivo stagionale all'inizio di ogni stagione, il che influenzerà la quantità di denaro versata che l'eventuale licenziamento in caso di mancato raggiungimento.

#### Piloti
I piloti sono coloro che applicano le strategie durante le prove, le qualifiche e la gara. Ad ogni pilota è affidato un meccanico di pista con il quale avrà un rapporto personale, più lungo sarà e più si sbloccheranno nuove opzioni e conoscenze. I piloti possono essere prima guida, seconda guida, alla pari o pilota di riserva, a seconda di ciò che viene stipulato nel contratto. Esistono anche piloti paganti che pagheranno il team per poter gareggiare.
I piloti possono avere dei tratti, che possono essere permanenti o temporanei: i primi sono caratteristiche proprie della personalità (es. aggressivo o timido) mentre i secondi sono derivati da situazioni temporanee (es. incidenti o relazioni amorose).

#### Ingegnere
L'Ingegnere è il capo segue tutti gli aspetti della vettura, dalla progettazione iniziale ai miglioramenti. Più ha esperienza e talento, più la macchina sarà competitiva e il suo sviluppo rapido.

#### Meccanico di pista
Il meccanico di pista è la persona che segue gli aspetti tecnici del pilota a cui viene affidato. Durante il weekend di gara aiuta il pilota a trovare l'assetto giusto e a risolvere i problemi. Il rapporto tra meccanico e pilota è determinante e più è prolungato, più si possono ottenere tratti e opzioni aggiuntive.

#### Meccanico dei box
Il meccanico che si occupa della sosta ai box, definita in 5 mansioni: cric anteriore, cric posteriore, ruote, riparazione dell'auto e rifornimento (svolge quest'ultima mansione solo se il rifornimento è presente nel campionato di riferimento del team). Più un meccanico è abile in una caratteristica e meno sarà la probabilità di errore. L'errore è determinato dalla stanchezza accumulata da più gare consecutive, ma anche da errori precedenti.

### Monoposto
La monoposto viene creata all'inizio della stagione insieme all'ingegnere capo, scegliendo i fornitori di
- motore
- freni
- gomme
- materiali;

Il budget per la costruzione della vettura viene determinato dalla stagione precedente (accantonamento per gara basso, medio o alto). Successivamente viene definita la livrea con diverse opzioni di modifica per colori e forme.

#### Sviluppo
La monoposto viene divisa in 6 componenti:
- Alettone anteriore
- Alettone posteriore
- Motore
- Freni
- Cambio
- Sospensioni

e ciascun componente ha dei fattori che ne determinano le performance:
- Affidabilità
- Prestazione

Queste caratteristiche possono essere migliorate fino ad un limite determinato dall'esperienza dei meccanici e dell'ingegnere rispetto a quel componente. I livelli possono essere:
- Normale (di default a inizio stagione)
- Buono
- Ottimo
- Esperto
- Leggendario

### Circuiti
Il gioco non possiede licenze ufficiali per i circuiti reali, quindi il team ha creato circuiti simili a quelli reali, apportando delle modifiche funzionali al gioco.

## Sviluppo
Il gioco riceve periodici sviluppi, aggiornamenti e patch. Oltre ai classici bug, vengono introdotti elementi come nuovi tratti dei piloti o nuove regole.

### DLC
Il gioco ha avuto diverse estensioni:
- Livery Pack: estensione con nuove livree
- Create Your Own Team: estensione per creare e personalizzare il proprio team
- GT Series: estensione che introduce la serie Gran Turismo
- Challenge Pack: estensione che introduce sfide di varia difficoltà
- Endurance Series: estensione che introduce la serie Endurance.